# UCI-Cyclocross-Weltcup 2017/18
Beim UCI-Cyclocross-Weltcup 2017/18 wurden von September 2017 bis Januar 2018 durch die Union Cycliste Internationale Weltcup-Sieger im Cyclocross ermittelt.

## Termine
| Rnd | Datum              | Ort                                 |
| --- | ------------------ | ----------------------------------- |
| 1   | 17. September 2017 | Iowa City                           |
| 2   | 24. September 2017 | Waterloo                            |
| 3   | 22. Oktober 2017   | Koksijde (Duinencross Koksijde)     |
| 4   | 19. November 2017  | Bogense                             |
| 5   | 25. November 2017  | Zeven (Poldercross Zeven)           |
| 6   | 17. Dezember 2017  | Namur (Citadelcross)                |
| 7   | 26. Dezember 2017  | Heusden-Zolder (Cyclocross Zolder)  |
| 8   | 21. Januar 2018    | Nommay (GP Nommay)                  |
| 9   | 28. Januar 2018    | Hoogerheide (GP Adrie van der Poel) |

## Elite

### Frauen
| Rnd | Datum              | Ort            | Erste             | Zweite            | Dritte                 |
| --- | ------------------ | -------------- | ----------------- | ----------------- | ---------------------- |
| 1   | 17. September 2017 | Iowa City      | Kateřina Nash     | Kaitlin Keough    | Sanne Cant             |
| 2   | 24. September 2017 | Waterloo       | Sanne Cant        | Kaitlin Keough    | Ellen Noble            |
| 3   | 22. Oktober 2017   | Koksijde       | Maud Kaptheijns   | Sophie de Boer    | Sanne Cant             |
| 4   | 19. November 2017  | Bogense        | Sanne Cant        | Helen Wyman       | Kaitlin Keough         |
| 5   | 25. November 2017  | Zeven          | Sanne Cant        | Helen Wyman       | Katherine Compton      |
| 6   | 17. Dezember 2017  | Namur          | Evie Richards     | Nikki Brammeier   | Eva Lechner            |
| 7   | 26. Dezember 2017  | Heusden-Zolder | Sanne Cant        | Katherine Compton | Eva Lechner            |
| 8   | 21. Januar 2018    | Nommay         | Katherine Compton | Kaitlin Keough    | Pauline Ferrand-Prévot |
| 9   | 28. Januar 2018    | Hoogerheide    | Sanne Cant        | Eva Lechner       | Evie Richards          |

Gesamtwertung
| Platz | Name              | Punkte |
| ----- | ----------------- | ------ |
| 1     | Sanne Cant        | 608    |
| 2     | Kaitlin Keough    | 501    |
| 3     | Eva Lechner       | 476    |
| 4     | Nikki Brammeier   | 401    |
| 5     | Katherine Compton | 400    |
| 6     | Kateřina Nash     | 396    |

### Männer
| Rnd | Datum              | Ort            | Erster               | Zweiter              | Dritter                |
| --- | ------------------ | -------------- | -------------------- | -------------------- | ---------------------- |
| 1   | 17. September 2017 | Iowa City      | Mathieu van der Poel | Laurens Sweeck       | Quinten Hermans        |
| 2   | 24. September 2017 | Waterloo       | Mathieu van der Poel | Corné van Kessel     | Daan Soete             |
| 3   | 22. Oktober 2017   | Koksijde       | Mathieu van der Poel | Lars van der Haar    | Wout van Aert          |
| 4   | 19. November 2017  | Bogense        | Mathieu van der Poel | Wout van Aert        | Toon Aerts             |
| 5   | 25. November 2017  | Zeven          | Wout van Aert        | Mathieu van der Poel | Toon Aerts             |
| 6   | 17. Dezember 2017  | Namur          | Wout van Aert        | Toon Aerts           | Mathieu van der Poel   |
| 7   | 26. Dezember 2017  | Heusden-Zolder | Mathieu van der Poel | Laurens Sweeck       | Wout van Aert          |
| 8   | 21. Januar 2018    | Nommay         | Mathieu van der Poel | Wout van Aert        | Toon Aerts             |
| 9   | 28. Januar 2018    | Hoogerheide    | Mathieu van der Poel | Wout van Aert        | Michael Vanthourenhout |

Gesamtwertung
| Platz | Name                   | Punkte |
| ----- | ---------------------- | ------ |
| 1     | Mathieu van der Poel   | 695    |
| 2     | Wout Van Aert          | 585    |
| 3     | Toon Aerts             | 493    |
| 4     | Michael Vanthourenhout | 474    |
| 5     | Laurens Sweeck         | 466    |
| 6     | Kevin Pauwels          | 437    |

## U23

### Männer
| Rnd | Datum             | Ort            | Erster         | Zweiter        | Dritter           |
| --- | ----------------- | -------------- | -------------- | -------------- | ----------------- |
| 1   | 22. Oktober 2017  | Koksijde       | Thomas Pidcock | Adam Ťoupalík  | Eli Iserbyt       |
| 2   | 19. November 2017 | Bogense        | Thomas Pidcock | Eli Iserbyt    | Sieben Wouters    |
| 3   | 25. November 2017 | Zeven          | Eli Iserbyt    | Thijs Aerts    | Thomas Joseph     |
| 4   | 17. Dezember 2017 | Namur          | Thomas Pidcock | Eli Iserbyt    | Lucas Dubau       |
| 5   | 26. Dezember 2017 | Heusden-Zolder | Thomas Pidcock | Eli Iserbyt    | Joris Nieuwenhuis |
| 6   | 21. Januar 2018   | Nommay         | Thijs Aerts    | Yan Gras       | Joshua Dubau      |
| 7   | 28. Januar 2018   | Hoogerheide    | Eli Iserbyt    | Thomas Pidcock | Joris Nieuwenhuis |

Gesamtwertung
| Platz | Name            | Punkte |
| ----- | --------------- | ------ |
| 1     | Thomas Pidcock  | 240    |
| 2     | Eli Iserbyt     | 220    |
| 3     | Thijs Aerts     | 185    |
| 4     | Adam Ťoupalík   | 151    |
| 5     | Yannick Peeters | 143    |
| 6     | Sieben Wouters  | 141    |

## Junioren

### Männer
| Rnd | Datum             | Ort            | Erster           | Zweiter       | Dritter          |
| --- | ----------------- | -------------- | ---------------- | ------------- | ---------------- |
| 1   | 22. Oktober 2017  | Koksijde       | Pim Ronhaar      | Ryan Kamp     | Tomáš Kopecký    |
| 2   | 19. November 2017 | Bogense        | Tomáš Kopecký    | Mees Hendrikx | Pim Ronhaar      |
| 3   | 25. November 2017 | Zeven          | Pim Ronhaar      | Tomáš Kopecký | Mees Hendrikx    |
| 4   | 17. Dezember 2017 | Namur          | Loris Rouiller   | Ryan Kamp     | Ben Tulett       |
| 5   | 26. Dezember 2017 | Heusden-Zolder | Tomáš Kopecký    | Jarno Bellens | Niels Vandeputte |
| 6   | 21. Januar 2018   | Nommay         | Mees Hendrikx    | Ryan Cortjens | Tomáš Kopecký    |
| 7   | 28. Januar 2018   | Hoogerheide    | Niels Vandeputte | Jarno Bellens | Mees Hendrikx    |

Gesamtwertung
| Platz | Name             | Punkte |
| ----- | ---------------- | ------ |
| 1     | Tomáš Kopecký    | 215    |
| 2     | Pim Ronhaar      | 200    |
| 3     | Mees Hendrikx    | 200    |
| 4     | Loris Rouiller   | 175    |
| 5     | Jarno Bellens    | 175    |
| 6     | Niels Vandeputte | 161    |